# Otyniya
Otyniya (ukrainien : Отинія) est une commune urbaine de l'oblast d'Ivano-Frankivsk, en Ukraine. Elle compte 5 388 habitants en 2021.